# Сикейра Кампус, Антониу
Антониу ди Сикейра Кампус (порт.-браз. Antônio de Siqueira Campos; 18 мая 1898, Рио-Кларо, штат Сан-Паулу — 10 мая 1930, Уругвай) — лейтенант бразильской армии, видная фигура движения тенентистов.
Лидер и один из двух выживших во время вооружённого восстания в июле 1922 года гарнизона форта Копакабана в Рио-де-Жанейро, которое стало известно как «бунт восемнадцати». После освобождения из тюрьмы и эмиграции принял участие в дальнейших антиправительственных выступлениях, включая поход «колонны Престеса» с 1925 по 1927 год. Погиб в Уругвае в авиакатастрофе 10 мая 1930 года

## Биография
5 июля 1922 года Сикейра Кампос был одним из лидеров восстания в форте Копакабана против федерального правительства Бразилии. Это положило начало движению тенентистов. Младшие армейские офицеры или лейтенанты (порт. tenente) были обучены по европейским стандартам и выступили против старших офицеров, которых они считали слишком тесно связанными с олигархическим правительством и существующей коррумпированной политической структурой. Они также требовали различных форм социальной модернизации, призывали к аграрной реформе и национализации шахт.
Власти быстро отреагировали на восстание, которое не получило широкой поддержки среди военных, и только 200 повстанцев остались в форте на следующее утро, когда его обстреляли два самолёта и корабль. Повстанцы были изгнаны со своих позиций, и группа из них, впоследствии известная как 18 участников восстания в форте Копакабана, была направлена Сикейрой Кампусом и Эдуарду Гомешем навстречу проправительственным силам по Авенида Атлантика, ведущей вдоль пляжа Копакабана. Шестнадцать человек погибли, выжили только Гомеш и Сикейра Кампус
При этом Сикейра Кампус получил серьёзную травму. В следующем году, после выхода из тюрьмы, когда Верховный военный суд удовлетворил приказ Habeas Corpus, он отправился в изгнание в Уругвай. В эмиграции он посвятил себя торговой деятельности в Монтевидео, а затем в Буэнос-Айресе.
В 1924 году он тайно перебрался из Аргентины на родину и возобновил революционную деятельность, спровоцировав беспорядки в армейском гарнизоне в Сан-Боржа в штате Риу-Гранди-ду-Сул и став одним из руководителей восстания тенентистов в Сан-Паулу против реакционного правительства Артура да Силвы Бернардиса.
Он присоединился к группе повстанцев во главе с Луисом Карлосом Престесом, который восстал против правительства в других частях Риу-Гранди-ду-Сул. Побежденные, они перебрались в штат Парана, где присоединились к другим силам, восставшим в Сан-Паулу под командованием генерала Изидору Диаса Лописа. В результате этого слияния в апреле 1925 г. возникла так называемая «Колонна Престеса» (1925—1927). Колонна была разделена на четыре отряда, одним из которых командовал Сикейра Кампус.

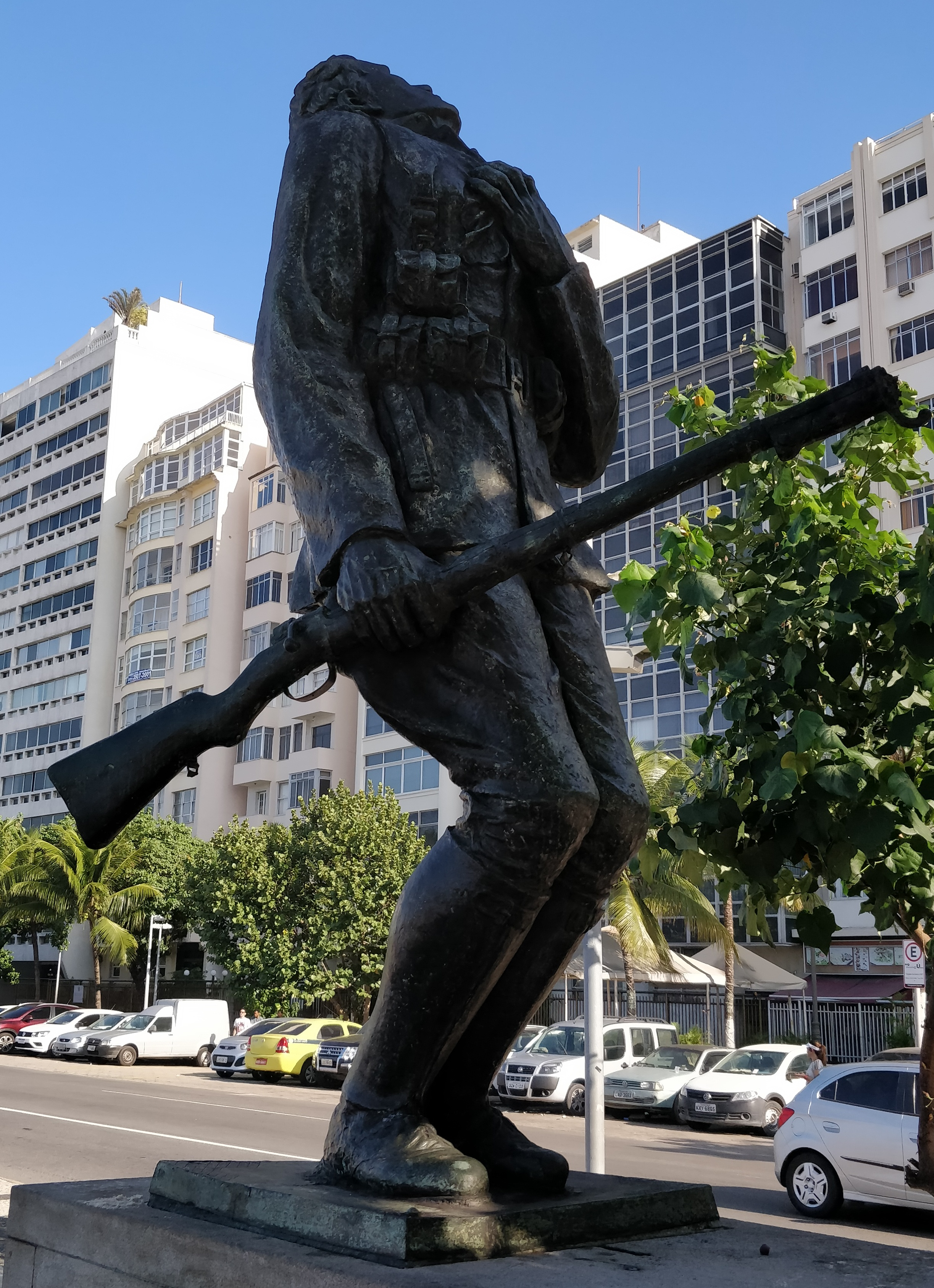
Статуя Сикейры Кампуса на пляже Копакабана

В феврале 1927 года, после почти двухлетнего марша, революционеры решили прекратить вооруженную борьбу, которая, как считается, стала предвестницей бразильской революции 1930 года, когда Жетулиу Варгас стал президентом страны. Сикейра Кампус осел в Буэнос-Айресе в 1927 году, посвятив себя перегруппировке бразильских революционеров, находившихся в изгнании в Аргентине и Уругвае. В 1929 году он совершил несколько тайных поездок в Бразилию, чтобы побудить молодых военных присоединиться к революции.
Он погиб в мае 1930 года, ещё до того, как разразилась «революция», когда его самолет врезался в эстуарий Ла-Платы по пути в Бразилию. Память о Сикейре Кампусе увековечена в статуе на Avenida Atlântica и названной в его честь улицей в Копакабане, которая позже дала свое название станции в сети метро Рио-де-Жанейро. Другие места, названные в его честь, можно найти в Сан-Паулу, Белене и Позу-Алегри; его имя носит город Сикейра-Кампус (Парана).